# Sobór Objawienia Pańskiego w Jekaterynburgu
Sobór katedralny Objawienia Pańskiego (ros. Богоявленский собор Кафедральный Во Имя Явления Господня собор), zwany popularnie soborem Bogojawleńskim (ros. Богоявленский собор) – nieistniejący prawosławny sobór Jekaterynburga. Wzniesiony w latach 1771–1774 na głównym placu miejskim. W czasach Imperium Rosyjskiego główna świątynia biskupów jekaterynburskich i jeden z symboli miasta. Wysadzony w 1930 r. przez władze bolszewickie.

## Historia

### Lata 1745–1771
W 1747 r. spłonęła drewniana cerkiew św. Katarzyny Aleksandryjskiej, najważniejszy prawosławny obiekt sakralny ówczesnego Jekaterynburga. Nie przystąpiono od razu do jej natychmiastowej odbudowy, lecz postanowiono tymczasowo uczynić główną świątynią miasta, drewnianą cerkiew Objawienia Pańskiego. Obok cerkwi Przemienienia Pańskiego była ona wówczas jedyną czynną prawosławną świątynią Jekaterynburga. Cerkiew Jekatierińska jeszcze przed pożarem była w bardzo złym stanie technicznym, dlatego już w 1745 r. rozpoczęto budowę cerkwi Objawienia Pańskiego, która mogłaby odciążyć przepełnioną cerkiew św. Katarzyny. Zwłaszcza iż i tak planowano jej rozbiórkę i wzniesienie na jej miejscu kamiennej świątyni. Cerkiew Objawienia Pańskiego miała stanowić tymczasowe rozwiązanie w czasie realizacji tego projektu. Pożar przekreślił te plany. Budowę rozpoczęto jeszcze 1 sierpnia 1745 roku, a uroczystej konsekracji dokonano 13 listopada 1747 r. Metropolita syberyjski i tobolski Antoni erygował nową parafię, która obejmowała swoją jurysdykcją północno-zachodnie tereny miasta.
Pośpieszna konsekracja sprawiła, że przez pierwsze kilka lat nabożeństwa odbywały się w nie w pełni jeszcze ukończonej świątyni. Prace wykończeniowe trwać miały do 1752 r. W 1748 r. uruchomiono przycerkiewny cmentarz, a kolejne dwa lata zajęło pisanie ikon do ikonostasu. Wykonał je osiedleniec Piotr Michajłow. Szybko okazało się, że nowa cerkiew nie jest w stanie pomieścić wszystkich wiernych, chcących brać udział w nabożeństwach. W 1755 r. cerkiew została powiększona o dodatkową kaplicę, którą dedykowano Apostołom Piotrowi i Pawłowi. W międzyczasie rozpoczęła się budową nowej, tym razem murowanej, cerkwi św. Katarzyny, która ostatecznie została ukończona w 1767 r. Wkrótce podjęto decyzję o zastąpieniu drewnianej cerkwi Bogojawleńskiej, budowlą wykonaną z kamienia. W 1770 r., dobudowana przed piętnastoma latami, kaplica Świętych Piotra i Pawła została rozebrana. Wraz z innymi drewnianymi elementami całej budowli została ona przeniesiona w inny rejon miasta, gdzie została ponownie złożona i poświęcona jako cerkiew Wniebowstąpienia Pańskiego. Ta także została później zastąpiona przez murowaną bryłę, a drewniane elementy po kolejnej rozbiórce, zostały przetransportowane do Niżneisecka (obecnie w granicach Jekaterynburga), gdzie wykorzystane zostały przy budowie kolejnej cerkwi i przetrwały do 1930 r.

### Lata 1771–1917

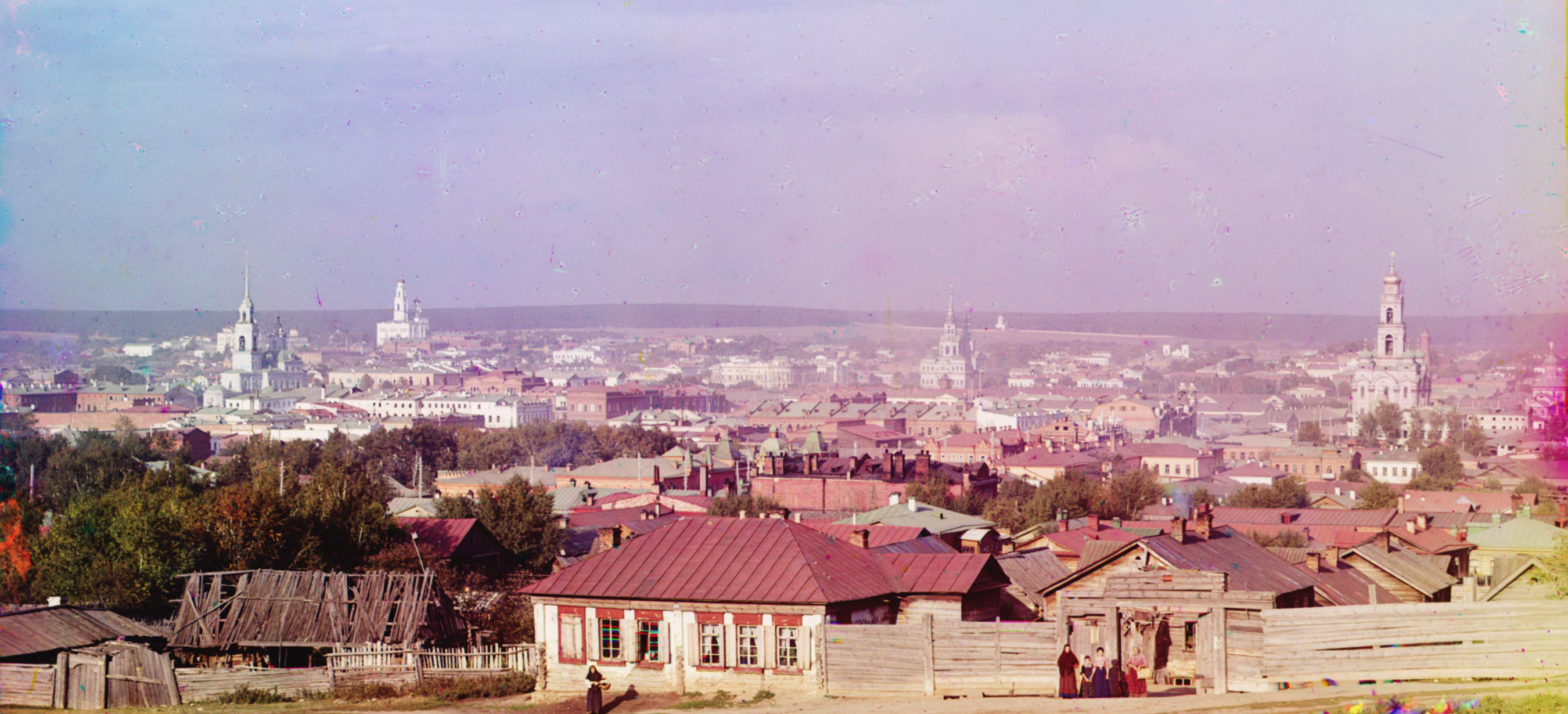
Jekaterynburg na początku XX wieku. Z lewej strony widoczny sobór Objawienia Pańskiego

Stan techniczny drewnianej cerkwi pogarszał się, co doprowadziło do podjęcia decyzji o wzniesieniu nowej, murowanej świątyni. 17 lipca 1771, obok istniejącej jeszcze drewnianej cerkwi, rozpoczęto budowę nowego obiektu. Prace posuwały się szybko i już 30 marca 1774 r. konsekrowano cerkiew, której także nadano wezwanie Objawienia Pańskiego. Znajdujący się tu ikonostas był trzyrzędowy. 28 czerwca 1775 poświęcono górną świątynię, która za patronów otrzymała – podobnie jak w przypadku wcześniejszej cerkwi – świętych Apostołów Piotra i Pawła. Umieszczono tu dwurzędowy ikonostas. Murowana bryła późniejszego soboru stanęła po lewej stronie już opuszczonego drewnianego budynku jego poprzedniczki, a ta ostatnia została wkrótce ostatecznie rozebrana. W północnej części parteru wybudowano wkrótce kaplicę, która w 1789 r. dedykowana została św. metropolicie Aleksemu. Po remoncie w 1823 r. została dedykowana trzem moskiewskim hierarchom: wspomnianemu już Aleksemu, Piotrowi i Jonaszowi. Kaplica ta w tej postaci i tym miejscu została zlikwidowana ostatecznie w latach sześćdziesiątych XIX wieku. W 1868 r. doszło do kolejnej rozbudowy świątyni. Dolny kościół zyskał dwie nowe kaplice, po północnej i południowej stronie, które zostały konsekrowane w 1869 r. Pierwsza z nich otrzymała za patrona św. Michała Archanioła, a druga ponownie trzech wspomnianych moskiewskich hierarchów. Budynek wieńczyła wieża ze złotą iglicą. Wskazywano na podobieństwo w stylu do petersburskiego soboru Pietropawłowskiego, na którym to konstrukcja miała się wzorować. Całość otoczona była żelaznym parkanem umieszczonym na granitowej podmurówce.
25 grudnia 1833 r. w ramach eparchii permskiej ustanowiono wikariat, którego biskup miał mieć siedzibę w Jekaterynburgu. Cerkiew Objawienia Pańskiego została wybrana jako sobór katedralny. Otrzymanie statusu głównego soboru miasta spowodowało, że trzeba było dostosować ją do nowej sytuacji. Sprawiło to, że w XIX wieku kilka razy została ona przebudowana. W latach 1863–1864 rozbudowano zachodnią część budynku, tworząc galerię i dodając m.in. nową klatkę schodową. Na piętrze pod kopułą umieszczono zakrystię, w której przechowywano cenne szaty i sprzęty liturgiczne, w tym m.in. bogato zdobione enkolpiony (panagia), dekorowane pochodzącymi z ziemi uralskiej kamieniami szlachetnymi ewangeliarze, a także wykonane ze srebra i topazów krzyże. W 1819 r. cerkiew zyskała krucyfiks z relikwiami dwudziestu ośmiu świętych, przywieziony z Kijowa przez jednego z jekaterynburskich notabli. W 1820 r. został on udekorowany, a obecnie przechowywany jest w soborze Świętej Trójcy. W 1853 r. kupiec Tielegin ufundował dla świątyni nowy ikonostas. W dolnym kościele soboru pochowano trzech jekaterynburskich biskupów: Melchizedeka (24 września 1845 r.), Ireneusza (8 maja 1860 r.) i Polikarpa (24 października 1891 r.). W 1885 r. utworzona została samodzielna eparchia jekaterynburska, a sobór Objawienia Pańskiego stał się jej główną świątynią.
Budynek jekaterynburskiego soboru katedralnego wykonany został z czerwonej cegły i spoiwa wapiennego. Na zewnątrz jego ściany pomalowane zostały na kolor turkusowy i biały. W czasie jednego z późniejszych remontów fasadzie nadano barwy złote i białe. Sobór wzniesiony został w stylu rosyjskiego baroku. Nie zachowały się dokładne dane architektoniczne obiektu, jest on znany z kilkudziesięciu fotografii oraz rycin. W 1856 r. długość budowli wynosiła 45 metrów, a szerokość 15 metrów. Po ostatniej przebudowie, w latach sześćdziesiątych XIX wieku (gdy dobudowano nowe kaplice), wymiary soboru były następujące: 55,5 metrów długości i 25,6 metrów szerokości. Sobór mógł pomieścić około 4,5 tysiąca wiernych. Kopuła i iglica świątyni były złocone i doskonale widoczne na terenie miasta. Zwarta dzwonnica soborowa miała pięć pięter i mierzyła 66 metrów, a jej najcięższy dzwon ważył ponad 5 ton. Była to tym samym druga pod względem wysokości budowla w mieście, zaraz po Wielkim Złatouście.
W 1900 r. parafia działająca przy soborze liczyła 1473 osoby. Przy cerkwi funkcjonował fundusz charytatywny, stworzony na bazie środków zgromadzonych przez jednego z duchownych (A. Krotkowa), który miał za zadanie wspierać biednych i potrzebujących na terenie Jekaterynburga. W 1900 r. przy parafii otwarto szkołę żeńską. Największe uroczystości w soborze odbywały się 6 stycznia, gdy w mieście organizowana była wielka procesja z udziałem duchowieństwa, przedstawicieli władz oraz wiernych. W 1906 r. na placu przy soborze odsłonięto pomnik imperatora Aleksandra II Romanowa. Został on wzniesiony z datków zebranych wśród mieszkańców miasta. Obiekt sakralny uchodził za jedną z najpiękniejszych świątyń w mieście i był jednym z symboli przedrewolucyjnego Jekaterynburga. Uznawano go jeden z najświetniejszych przykładów architektury barokowej na terenie Uralu. Sobór Objawienia Pańskiego był ważnym miejscem dla mieszkańców przedrewolucyjnego Jekaterynburga. Tutaj odbywały się ważne uroczystości związane z życiem miasta, przyjmowano tu członków panującej dynastii Romanowów i przedstawicieli władz, a także grzebano prominentnych obywateli.

### Lata 1917–1930

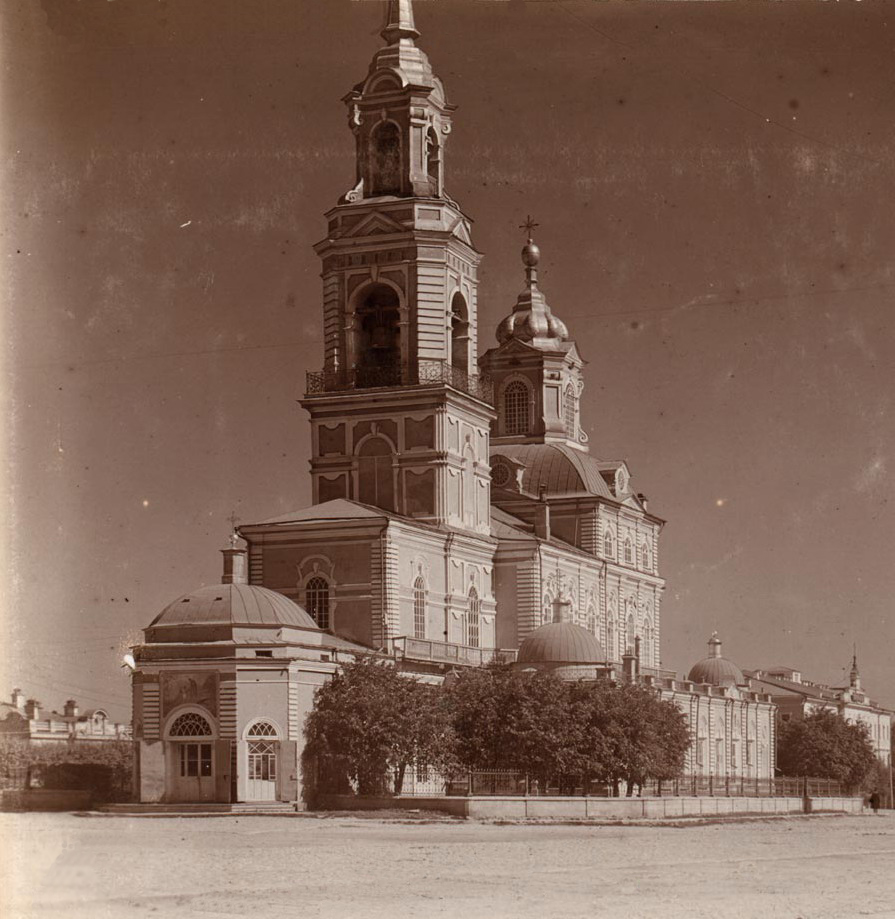
Sobór Objawienia Pańskiego na archiwalnej fotografii

W latach 1914–1917 górna świątynia służyła za cerkiew garnizonową 126 rezerwowego pułku piechoty. Sytuacja soboru zmieniła się wskutek październikowego przewrotu w 1917 r. i ostatecznego zwycięstwa bolszewików w rosyjskiej wojnie domowej. W 1917 r. plac przy soborze był miejscem protestów i pikiet organizowanych przez bolszewików. Jeszcze w tym samym roku zrewoltowani żołnierze zrzucili z piedestału statuę Aleksandra II. Latem 1918 r. ustawiono tam (przy jednej ze ścian soboru) pomnik ku czci poległych przedstawicieli ruchu robotniczego, ale po wkroczeniu wojsk podległych Aleksandrowi Kołczakowi został on zburzony. Soboru Bogojawleńskiego nie ominęły prześladowania nowych władz sowieckich, w tym m.in. dotknęła go akcja otwierania prawosławnych relikwii. 28 kwietnia 1922 r. przeprowadzono konfiskatę majątku. Świątynię ograbiono łącznie z 18 pudów i 11 funtów srebra, co łącznie wyniosło około 292 kilogramów. W 1924 r. sobór został przekazany ruchowi Żywej Cerkwi. Od tej pory aż do końca istnienia sobór miał pozostawać w rękach tego odłamu rosyjskiego prawosławia i być siedzibą biskupa związanego z odnowicielstwem.
Na początku 1930 r. władze zaczęły inspirować protesty robotników i mieszkańców, którzy mieli „domagać się” zamknięcia dwóch największych prawosławnych soborów w mieście. Także w prasie pojawiały się artykuły domagające się ich przejęcia lub zlikwidowania. Ostatnia procesja z okazji święta Objawienia Pańskiego odbyła się 19 stycznia 1930 r. 15 lutego tegoż roku Swierdłowska Rada Miejska podjęła decyzję o zamknięciu soboru św. Katarzyny Aleksandryjskiej i soboru Objawienia Pańskiego. Początkowe plany zakładały przekształcenie soboru w dom towarowy, lecz ostatecznie podjęto decyzję o wysadzeniu świątyni w celu uzyskania materiałów budowlanych. Ostatnie nabożeństwo odbyło się 16 kwietnia 1930 r. Przed zamknięciem budynek soboru został ogołocony ze wszystkich pozostałych w nim cennych przedmiotów, rozgrabiono też całe znajdujące się w nim wyposażenie liturgiczne. Niewielką ich ilość udało się uratować i są one obecnie przechowywane w innych cerkwiach Jekaterynburga. W kwietniu 1930 r. sobór został wysadzony w powietrze. Uzyskana w ten sposób cegła, pomimo jej kiepskiej jakości spowodowanej wybuchem, była wykorzystywana przy sowieckiej przebudowie miasta. Wykorzystano ją także najprawdopodobniej do zasypania podziemi soboru, a także do wytyczania nowych, utwardzanych przy jej pomocy, arterii komunikacyjnych w Swierdłowsku.

## Stan obecny

### Apele o odbudowę soboru
Dawny plac soborowy został przemianowany na plac 1905 Roku, a na miejscu świątyni wzniesiono najpierw trybunę dla dygnitarzy bolszewickich, a później pomnik Józefa Stalina, który w latach pięćdziesiątych XX wieku został zastąpiony pomnikiem Włodzimierza Lenina. Po rozpadzie Związku Radzieckiego teren ten nie został na nowo zagospodarowany. W 2005 r. pojawiły się głosy domagające się odbudowy soboru, wyrażone m.in. przez Kozaków uralskich. Wydali oni na ten temat specjalne oświadczenie. Stwierdzili w niej, że stojący na poświęconej ziemi pomnik „Uljanowa-Lenina”, tyrana i mordercy, który doprowadził do śmierci milionów niewinnych Rosjan jest hańbą i powinien zostać zburzony. Ich zdaniem na placu powinien zostać odbudowany dawny sobór katedralny. Pomysł ten zyskał poparcie wielu organizacji, reprezentujących zarówno stronę kościelną, jak i inne grupy mieszkańców Jekaterynburga. Impulsem do podjęcia tych działań był plan wybudowania pod placem parkingu podziemnego i centrum handlowego. Kozacy uralscy oraz wspierający ich eksperci podkreślali, że rozpoczęcie takiej budowy jest bezprawne i wątpliwe moralnie, a teren ten powinien być zwrócony Rosyjskiemu Kościołowi Prawosławnemu. Podkreślono także, że sobór Bogojawleński powinien zostać odbudowany. Z uwagi na brak dokumentacji nie jest pewne w jakim stopniu fundamenty i podziemia soboru przetrwały akt destrukcji i czy możliwe jest odzyskanie szczątków trzech jekaterynburskich biskupów tam pochowanych. Badania przeprowadzone w 1995 r. wykazały, że fundamenty lub ich pozostałości, znajdują się pod powierzchnią placu i ich stan został uznany za satysfakcjonujący. Kondycja grobów była natomiast niemożliwa do ustalenia. Od 2005 r. z polecenia metropolity jekaterynburskiego Wincentego, w okresie Wielkiego Postu na miejscu dawnego soboru odbywają się nabożeństwa żałobne w intencji pochowanych tam biskupów: Melchizedeka, Ireneusza i Polikarpa.
2 lipca 2008 r., w czasie robót budowlanych na terenie dawnej świątyni, ekipa budowlana natrafiła na szczątki ludzkie. Początkowo kierownictwo firmy budowlanej starało się zatuszować sprawę, która mogłaby opóźnić terminowe zakończenie robót, ale szybka reakcja prawosławnych wiernych uniemożliwiła im podjęcie tego typu działań. Ustalono też, że roboty te wykonywane były bez konsultacji z urzędem konserwacji zabytków. Informację tę zdementował jednak przedstawiciel władz, podkreślając, że wszystkie niezbędne zezwolenia zostały uzyskane. Na miejscu pojawili się wierni oraz dziennikarze, którym zakazano filmowania i prowadzenia dokumentacji, a nawet grożono. Arcybiskup Wincenty, przebywający wówczas w Moskwie wyraził swoje oburzenie zaistniałą sytuacją. Pierwsze doniesienia prasowe podawały, że być może odnaleziono miejsce pochówku trzech biskupów, lecz szybko ustalono, że pozostałości należały do laikatu, a więc prominentnych mieszkańców Jekaterynburga, grzebanych tutaj przed 1917 r. Wydobyto także szczątki duchownych. Duchowieństwo prawosławne i wierni zebrali się na placu by odmawiać modlitwy za zmarłych, ustawiono także krzyże. Pomimo udokumentowanego na fotografiach i filmach odkrycia szkieletów, władze miasta wydały oświadczenie, w którym stwierdziły, że prace na placu były rutynowe i żadne szczątki nie zostały odnalezione. Wkrótce ujawniono też, że pozostałości ludzkie miały być tu już odnajdywane kilka dni wcześniej, lecz potajemnie wywieziono je wraz ze zwałami ziemi i materiałami budowlanymi, na jedno z wysypisk. Następnego dnia, mer Jekaterynburga, Arkadij Czerniecki zapewnił, że nie jest jeszcze potwierdzone „co” zostało znalezione w trakcie robót budowlanych, a sprawę należy zostawić ekspertom. Podkreślił także, że choć strona kościelna nie była zapraszana ani nie konsultowano z nią tych prac, to władze miasta nie mają nic przeciwko nabożeństwom i modlitwom za zmarłych. Przedstawiciele Kościoła Prawosławnego zarzucili administracji, że nie jest ona zainteresowana godnym pochówkiem zmarłych, lecz jak najszybszym rozwiązaniem problemu, z uwagi na zbliżające się obchody „Dnia Jekaterynburga”. Narzekali także, że urzędnicy miejscy i milicja utrudniają im dostęp do szczątków ludzkich. Rozpoczęły się prace archeologiczne. Od 2 do 9 lipca archeolodzy odnaleźli około 50 grobów, z czego część stanowiły pochówki niemowląt i dzieci. Według ich ustaleń pod znajdującym się nieopodal parkingiem znajduje się jeszcze około 200 grobów. Pracowali oni pod presją urzędników, by prace zostały zakończone jak najszybciej. Z informacji uzyskanych przez lokalne media wynikało, że na prace, które powinny być teoretycznie prowadzone przez co najmniej półtora miesiąca, władze miasta dały tydzień. Wielu archeologów pracowało społecznie, nie otrzymując za swój wysiłek żadnego wynagrodzenia. Nie tylko przedstawiciele Kościoła Prawosławnego, ale też media i mieszkańcy określili zaistniałą sytuację jako absurdalną, stwierdzając, że miasto chce jak najszybciej pozbyć się problemu i niejako „schować go pod chodnik”. 9 lipca eparchii jekaterynburskiej został przekazany raport dotyczący ich postępów. Prominentni obywatele Jekaterynburga wystosowali petycję nie tylko do mera miasta, Arkadija Czernieckiego, ale także do prezydenta Dmitrija Miedwiediewa, premiera Władimira Putina oraz patriarchy Aleksego II z prośbą o kontynuowanie prac archeologicznych i wsparcie idei odbudowy soboru.

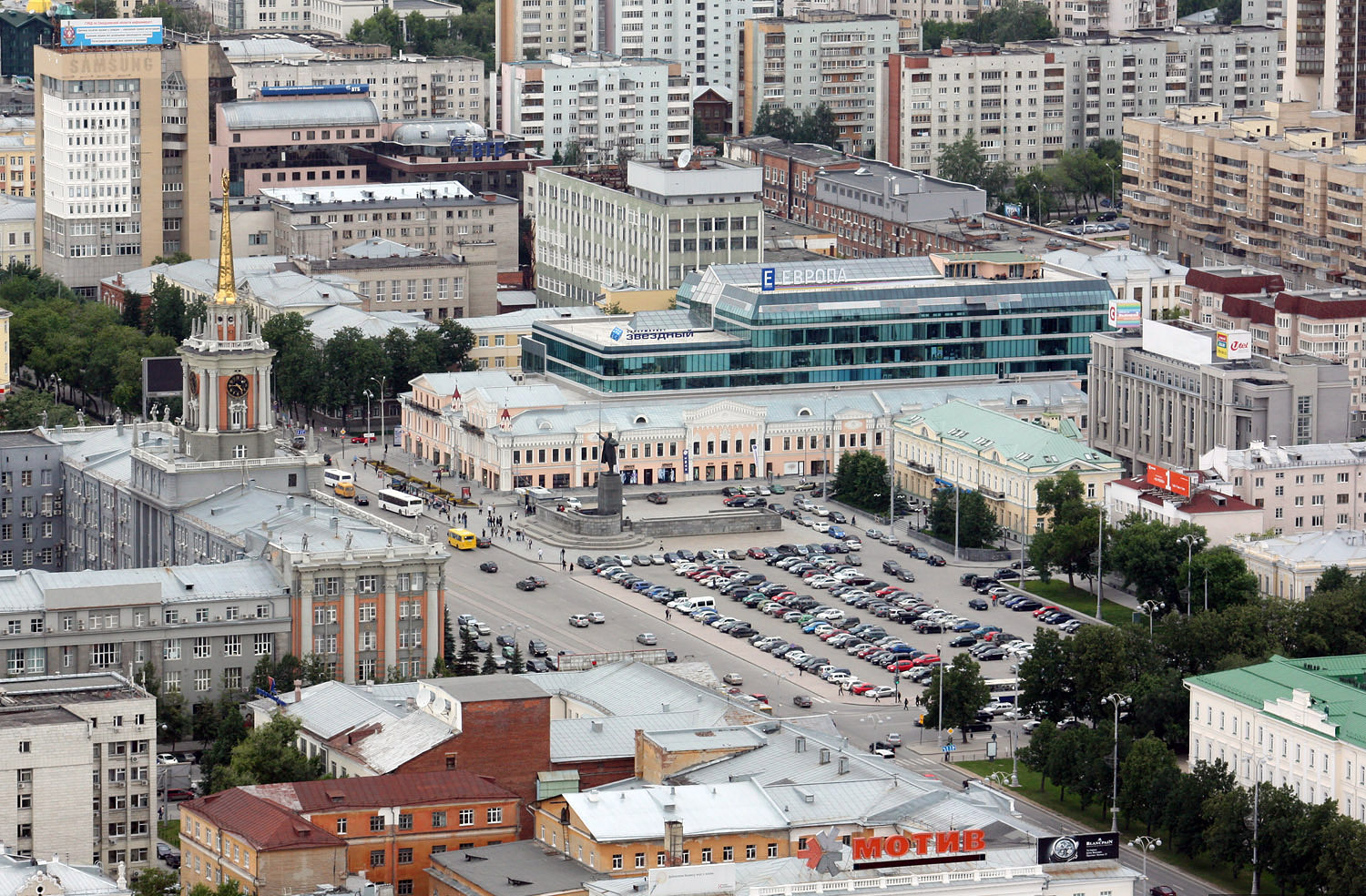
Plac 1905 Roku, na którym do 1930 r. stał sobór Objawienia Pańskiego

12 lipca 2008 r., z uroczystym błogosławieństwem metropolity Wincentego, odbyło się nabożeństwo za zmarłych. Wydobyte szczątki duchowieństwa zostały następnie przeniesione i pochowane w soborze św. Aleksandra Newskiego i cerkwi Wniebowstąpienia Pańskiego. Pozostałe szczątki, zgodnie z rosyjskim prawem, zostaną pochowane na koszt Ministerstwa Kultury. Po zakończeniu uroczystości religijnych, jeszcze tego samego dnia, na placu zaczął się montaż sceny i przygotowywanie terenu do obchodów dnia miasta. Wydarzenia te spowodowały, że nasiliły się apele o odbudowę soboru Objawienia Pańskiego. Władze Jekaterynburga podkreśliły, że sprawa ta nie ma nic wspólnego z restauracją soboru i nie ma w tej chwili takich planów. Przeciwko odbudowie i usunięciu pomnika Włodzimierza Lenina, wypowiedzieli się przedstawiciele władz obwodu swierdłowskiego. Miejska administracja Jekaterynburga twierdzi, że większość mieszkańców miasta nie popiera idei rekonstrukcji soboru Objawienia Pańskiego. Lokalne media podały natomiast, że w zaistniała sytuacja wywołała spadek poparcia dla polityki mera Czernieckiego i podziały wśród opinii publicznej. W jednym sondaży 39,25% mieszkańców opowiedziało się za pozostawieniem placu w aktualnej postaci, ale już 38,5% poparło ideę odbudowy soboru, a 22,25% było niezdecydowanych. Władze miasta zostały skrytykowane na łamach prasy za pogardliwy stosunek do historii, lekceważenie przeszłości i niszczenie dziedzictwa historycznego Jekaterynburga.
14 lipca 2008 r., po spotkaniu z arcybiskupem Wincentym, mer Arkadij Czerniecki zapowiedział, że na miejscu soboru ustawiona zostanie tablica pamiątkowa z wizualizacją zniszczonej świątyni, a także inskrypcją na jej temat. Zapewnił także, że fundamenty i pozostałości soboru zostaną odpowiednio zabezpieczone, a w przyszłości na tym terenie, przy sprzyjających okolicznościach, zostaną przeprowadzone prace archeologiczne z prawdziwego zdarzenia. Ostatecznie władze podjęły też decyzję o przeniesieniu koncertów i innych uroczystości związanych z Dniem Jekaterynburga w inny rejon miasta. Pojawiły się też wątpliwości czy w następnych latach godzi się, organizować tego typu masowe uroczystości, na bądź co bądź, grobach zasłużonych mieszkańców miasta. Eparchia jekaterynburska od lat zwracała uwagę na ten problem. Rozpoczęła też organizację modlitw na placu 1905 Roku.

### Techniczne kwestie odbudowy
Zwolennicy odbudowy podkreślają, że wraz z wysadzeniem soboru Objawienia Pańskiego, miasto straciło jeden z najcenniejszych zabytków i wspaniały przykład architektury rosyjskiego baroku. Ich zdaniem restytucja świątyni będzie naprawieniem dziejowej krzywdy dokonanej przez bolszewików. Jako przykład takiego właśnie „naprawienia krzywd” wskazywano na moskiewskie sobory Chrystusa Zbawiciela i Kazańskiej Ikony Matki Bożej. Sobór Bogojawleński miałby zostać odbudowany w starszej formie, pochodzącej z XVIII wieku, a więc bez uwzględnienia przebudowy i powiększenia dokonanej w wieku XIX. Zwracają oni też uwagę, że architektura placu, nie licząc budynku administracji miejskiej, pochodzi z tej samej epoki, a więc sobór idealnie wpasowałby się w zabytkowe otoczenie. Projekt ten spotkał się jednak z opozycją. Przede wszystkim, plac 1905 Roku jest ulokowany w centrum miasta, u zbiegu największych arterii komunikacyjnych, zatem budowa tak dużego obiektu zakłóciłaby i utrudniłaby i tak już natężony ruch transportowy w uralskiej metropolii. Zmusiłaby nie tylko do wytyczenia nowych ulic, ale także do przekształcenia sieci tramwajowej. Zabudowa tego obszaru pozbawiłaby Jekaterynburg głównego placu w mieście, co utrudniłoby organizowanie masowych uroczystości, parad wojskowych (przede wszystkim z okazji Dnia Zwycięstwa), tradycyjnych sierpniowych koncertów symfonicznych czy chociażby ustawienia bożonarodzeniowej choinki. Odbudowa wymusiłaby też likwidację miejsc parkingowych, które są szczególnie ważne z uwagi na znajdujące się nieopodal budynki administracji miejskiej, urzędów czy sieci handlowych. Problem stwarza także pomnik Włodzimierza Lenina, który po odbudowie świątyni znalazłby się zbyt blisko jej murów, a jako że jest obiektem o znaczeniu historycznym, wszelkie ingerencje (takie jak np. jego przesunięcie lub usunięcie) muszą być uzyskać odpowiednią zgodę. Jeśli dzwonnica zostałaby przywrócona w dawnym miejscu, to zakłóciłaby ona widok na wieżę budynku administracji miejskiej i wprowadziła architektoniczny „dysonans”.
W związku z tymi potencjalnymi problemami pojawił się pomysł, by sobór odbudować nie w centrum placu, lecz w jego północno-wschodniej części, u zbiegu ulic Wołodarskiego i 8 Marca. Takie umiejscowienie świątyni pozwoliłoby uniknąć wszystkich kłopotów z transportem, publicznymi zgromadzeniami i paradami wojskowymi. Zwolennicy odbudowy podkreślają jednak, że konieczne będzie przeprowadzenie prac archeologicznych na miejscu dawnego soboru, zabezpieczenie jego fundamentów, odnalezienie wszelkich pozostałości, a przede wszystkim wydobycie wszystkich szczątków ludzi tam pochowanych, w tym trzech jekaterynburskich biskupów.
W filmie Przypadki Makarowa (1993), w reżyserii Władimira Chotinienki, którego akcja dzieje się w Jekaterynburgu, przedstawiono miasto z odbudowanym soborem Objawienia Pańskiego.